# 3. ročník udílení Zlatých glóbů
3. ročník udílení Zlatých glóbů se konal 30. března 1946 v Hollywood Knickerbocker Clubu v Los Angeles. Výsledky však byly oznámeny už 6. března. Jako první dva ročníky, ani tentokrát Asociace zahraničních novinářů v Hollywoodu neuvedla nominace, ale jenom vítěze za předešlý rok. Poprvé se udělila cena v kategorii Nejlepší film podporující porozumění mezi národy.

## Vítězové
Nejlepší film
- Ztracený víkend

Nejlepší režie
- Billy Wilder – Ztracený víkend

Nejlepší herečka
- Ingrid Bergman – Zvony od svaté Marie

Nejlepší herec
- Ray Milland – Ztracený víkend

Nejlepší herečka ve vedlejší roli
- Angela Lansburyová – The Picture of Dorian Gray

Nejlepší herec ve vedlejší roli
- J. Carroll Naish – A Medal For Benny

Nejlepší film podporující porozumění mezi národy
- The House I Live In